# Cetonia aurata
Cetonia aurata là một loài bọ cánh cứng trong họ Bọ hung (Scarabaeidae).

## Hình ảnh

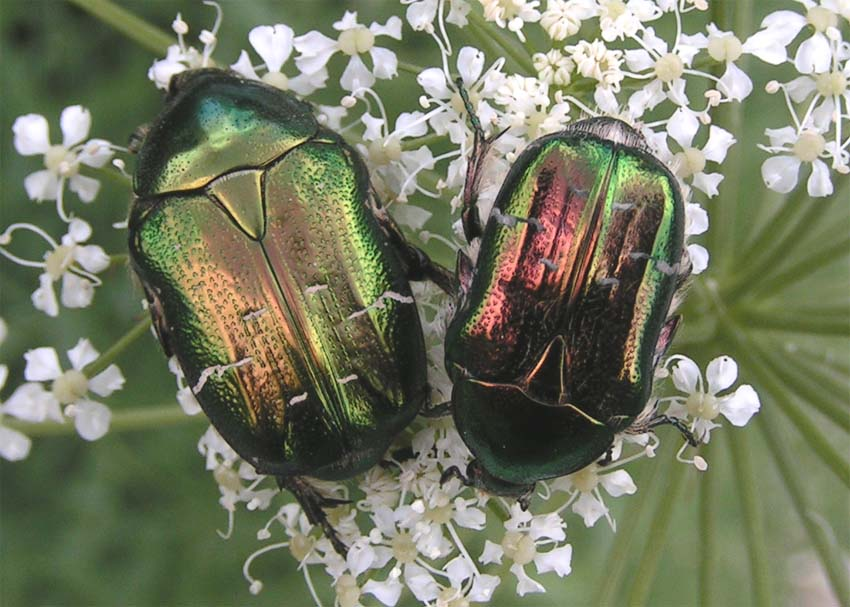
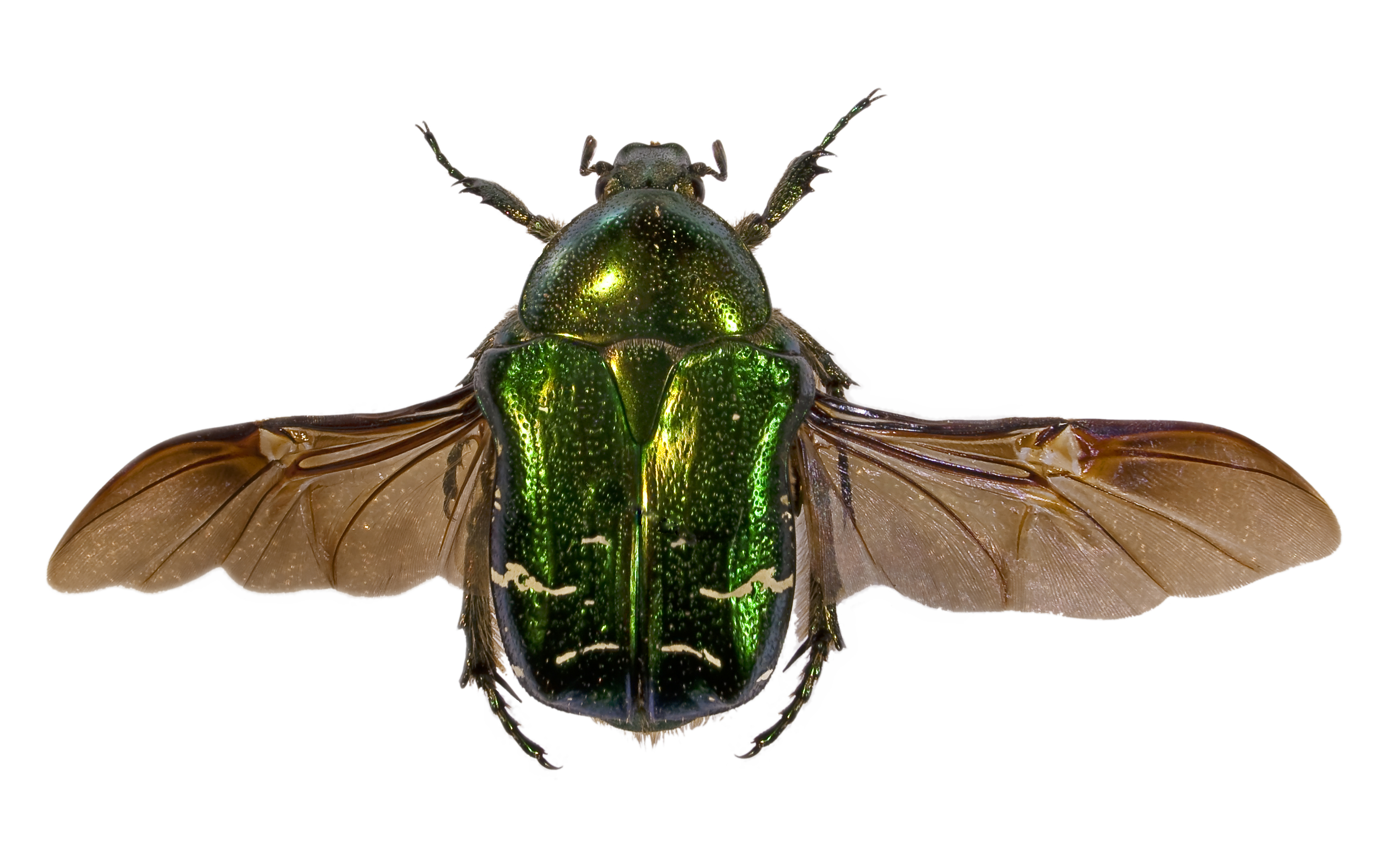
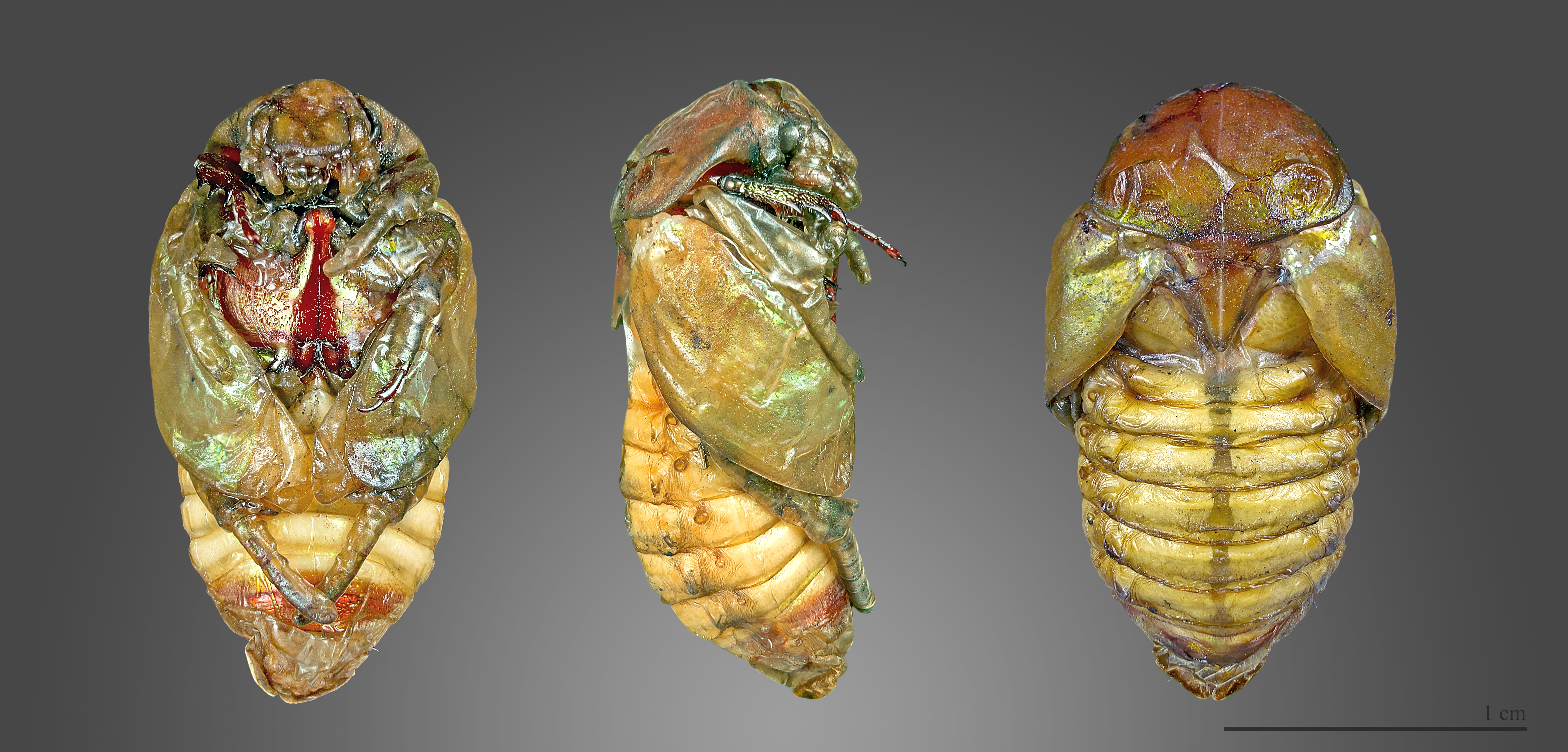
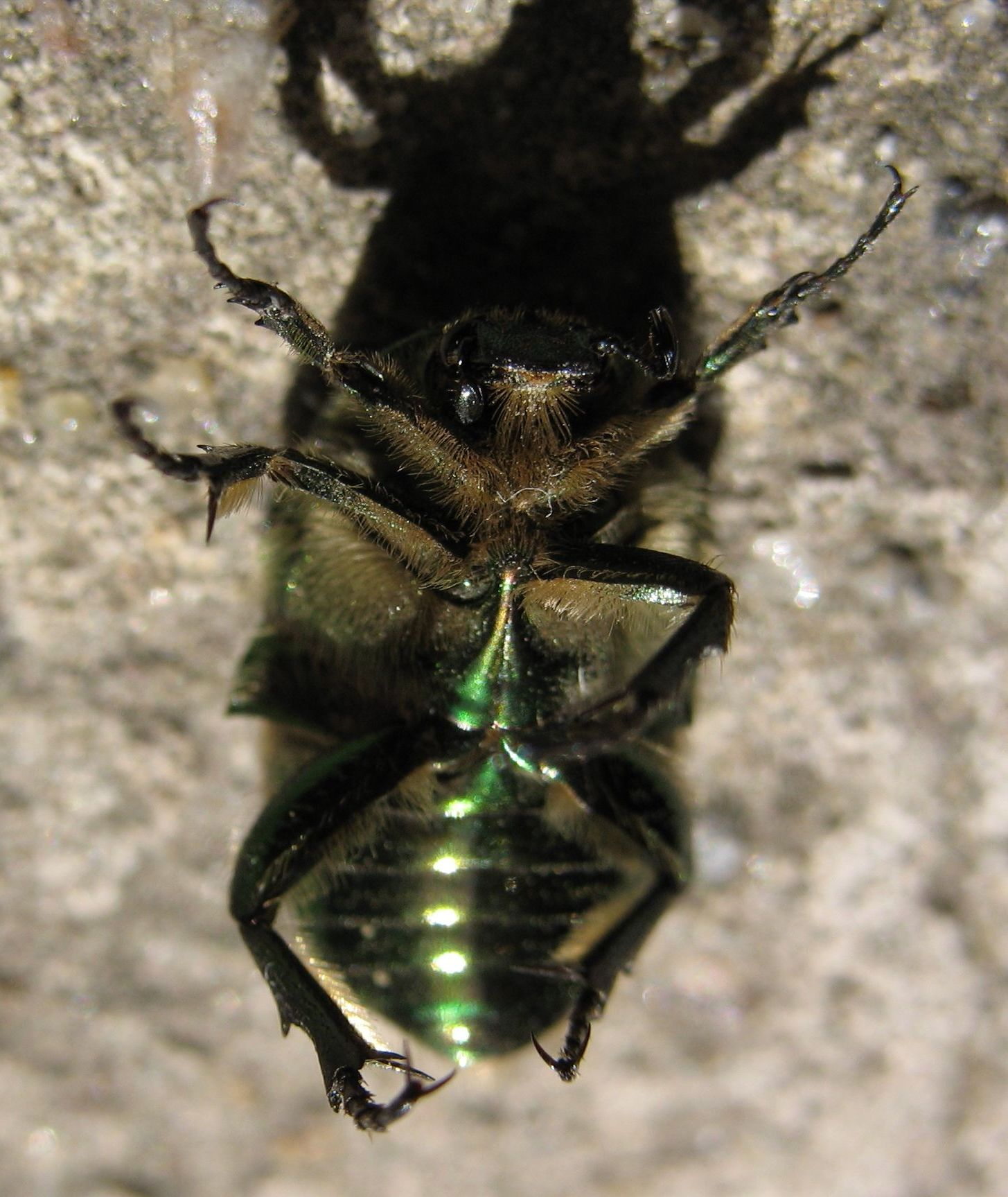
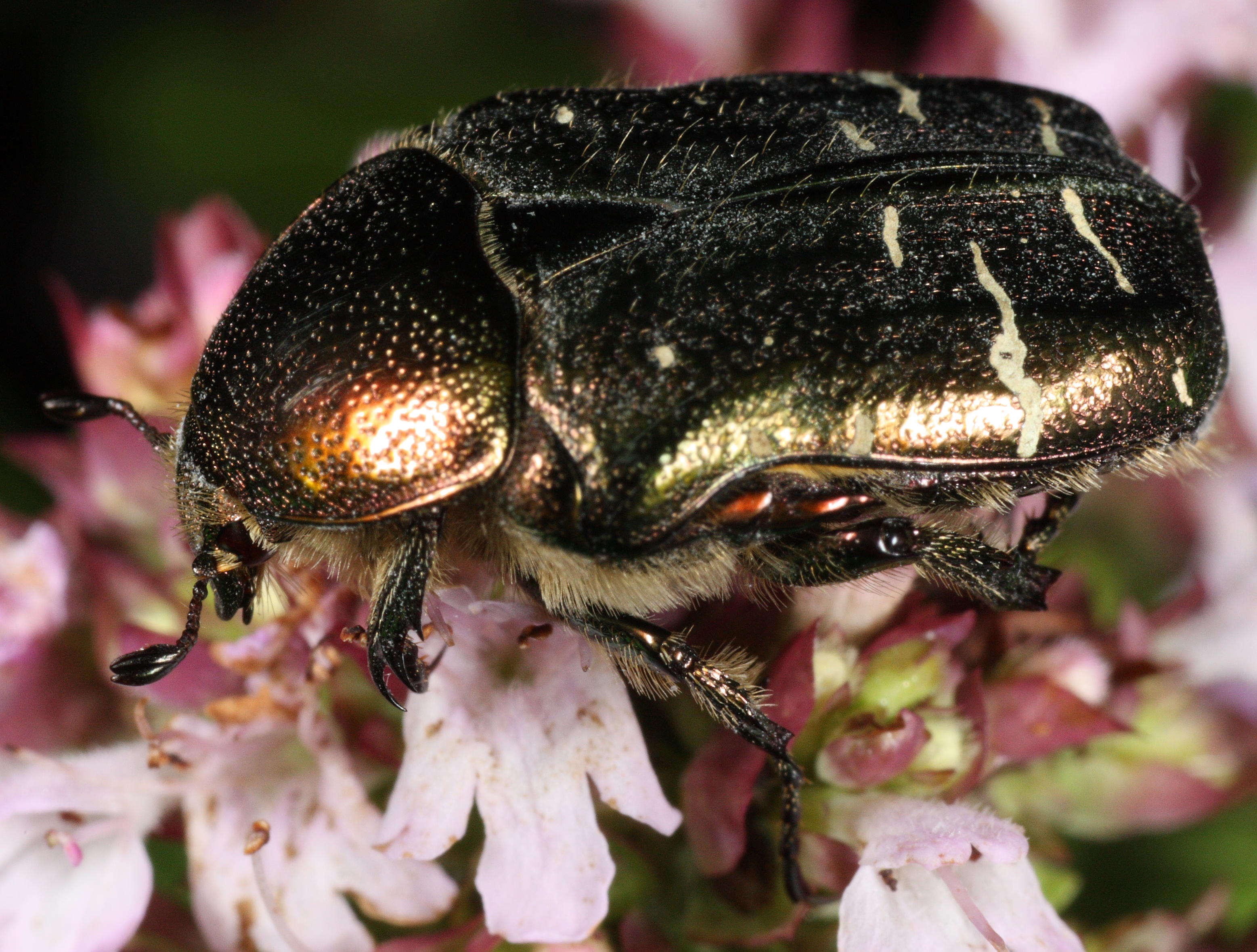